# اسکار وارگاس پریتو
اسکار وارگاس پریتو (به اسپانیایی: Óscar Vargas Prieto) (زاده ۸ اوت ۱۹۱۷ – درگذشته ۱۷ ژانویه ۱۹۸۹) سیاست‌مدار اهل پرو بود. وی از ۳۰ اوت ۱۹۷۵ تا ۳۱ ژانویه ۱۹۷۶ نخست‌وزیر این کشور بود.